# Gabbi Tuft
Gabrielle Alon Tuft (São Francisco, 1 de novembro de 1978) é uma lutadora de wrestling profissional estadunidense, mais conhecida por seu trabalho na WWE sob o nome de Tyler Reks. Ela também competiu no território de desenvolvimento da WWE, Florida Championship Wrestling (FCW), onde já foi uma vez Campeão das Duplas da Flórida com Johnny Curtis e Campeão dos Pesos-Pesados da Flórida.

## Carreira na luta profissional

### World Wrestling Entertainment / WWE (2007—2012)

#### Florida Championship Wrestling (2007—2009)
Após fazer sua estréia em fevereiro de 2007, Tuft assinou um contrato com a World Wrestling Entertainment (WWE) fevereiro de 2009, sendo mandada para a Florida Championship Wrestling (FCW) como Tyler Reks. Em 11 de dezembro de 2008, Tuft e Johnny Curtis derrotaram The New Hart Foundation (DH Smith e TJ Wilson), ganhando o FCW Florida Tag Team Championship em Tampa, Florida. Em 11 de junho de 2009, ela derrotou Drew McIntyre, se tornando FCW Florida Heavyweight Championship. Após a luta, Joe Hennig a parabenizou. Ela perdeu o título para Heath Slater nas gravações da FCW em 13 de agosto.

#### ECW (2009—2010)

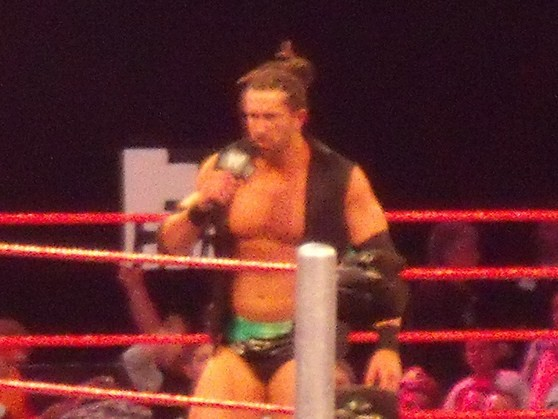
Reks em dezembro de 2009.

Tuft estreou no plantel principal no ECW on Sci Fi de 30 de junho de 2009, como um surfista em um segmento nos bastidores com Zack Ryder. Reks sofreu uma lesão no joelho antes de sua estréia, mas conseguiu fazer sua primeira luta contra Ryder no WWE Superstars de 2 de julho, perdendo. Em 21 de julho, na ECW, Reks ganhou sua primeira luta ao derrotar Paul Burchill, o fazendo novamente na semana seguinte. Reks participou de uma 10-Man Battle Royal em 15 de setembro para uma chance pelo ECW Championship de Christian, mas a luta seria vencida por Ryder.

#### SmackDown e rivalidade com Chris Masters (2010—2011)
Com o fim da ECW, Reks foi transferida para o SmackDown em abril de 2010, estreando no programa em 15 de outubro, se tornando um vilão, desafiando Kaval para uma luta pela vaga do mesmo no time do SmackDown no Bragging Rights. Reks venceu a luta. No Bragging Rights, Reks eliminou Santino Marella da luta, mas foi eliminada por Sheamus. No entanto, o time do SmackDown venceu a luta pelo segundo ano consecutivo. Ela se tornou parte do time de Alberto Del Rio no Survivor Series. Ela foi eliminado por Kofi Kingston e seu time acabaria perdendo. Ela, então, começou uma rivalidade com Chris Masters, o derrotando uma vez no SmackDown e duas vezes no WWE Superstars. Reks fez sua primeira aparição em uma luta Royal Rumble no Royal Rumble de 2011, como a 16ª participante, sendo eliminada pelo Nexus.

#### Dupla com Curt Hawkins e demissão (2011—2012)
Em 26 de abril, Reks foi transferida para o Raw no WWE Draft. Reks estreou no Raw em um evento ao vivo em 24 de julho de 2011, derrotando Primo.
Sua primeira aparição no Raw aconteceu apenas em 5 de setembro, em um segmento nos bastidores com Curt Hawkins e Wade Barrett. Reks e Hawkins derrotaram Titus O'Neil e Percy Watson no Superstars de 8 de setembro. Em 27 de setembro, no NXT, Reks e Hawkins atacaram os Usos após uma luta deles com Darren Young e JTG. Na semana seguinte, em 5 de outubro, Hawkins e Reks derrotaram os Usos. Ela foi, na história, suspenso por três semanas por ter invadido o NXT, retornando em 16 de novembro, sendo derrotada por Titus O'Neil. Em 23 de novembro, no NXT, Reks e Hawkins se aliaram a Darren Young, com Reks e Young derrotando O'Neil e Percy Watson. Reks fez sua primeira luta no Raw em 30 de janeiro, sendo derrotada por Brodus Clay. No NXT de 18 de abril, William Regal marcou uma luta entre Hawkins e Reks, com o perdedor sendo obrigado a deixar o NXT como punição pelo sequestro de Matt Striker, orquestrado por eles. Reks venceu, mas foi demitido do NXT por Regal, assim como Hawkins. Eles retornaram ao programa nas semanas seguintes, como seguranças.
No Raw de 4 de junho, Hawkins e Reks foram derrotados pelos Campeões de Duplas R-Truth e Kofi Kingston. Em 20 de agosto, Reks pediu demissão da WWE.

## Vida pessoal
Ao ser perguntada no Twitter o motivo do nome 'Tyler Reks', Tuft respondeu: "Tyler é o nome que eu e minha esposa decidimos dar ao nosso primeiro filho - quando o tivermos. Reks é só um nome incrível! Se eu ganhar um título mundial, as pessoas poderão gritar "Reks Wrecks"."
Em 4 de Fevereiro de 2021, Tuft se assumiu como uma mulher trans.

## No wrestling
- Movimentos de finalização
  - Big Kahuna[18] (Springboard moonsault)[4] – FCW
  - Burning Hammer (Argentine DDT)[11][18] - 2010-presente
  - Springboard dropkick[19][20] – 2009
- Movimentos secundários
  - Flapjack[20]
  - Elbow Drop saltando[21]
  - Leaping clothesline[20][22]
  - Running shoulder block[11]
- Movimentos em dupla com Curt Hawkins
  - Combinação de powerslam (Reks) e neckbreaker (Hawkins) - 2011-2012
- Managers
  - Curt Hawkins
- Alcunhas
  - "The X-Factor"[23]
  - "T-Reks"
  - "Dreadlocked Demolition Man" ("O Demolidor com Dreadlocks")
- Temas de entrada
  - "Hang Ten" por Non-Stop Music (2009-2010)
  - "One Two Three (Underscore Version)" por Holter/Weerts (2010-2011)
  - "Tyrannosaurus" por Jim Johnston (2011-2012)
  - "In the Middle of it Now" por Disciple (setembro de 2011-2012; enquanto dupla com Curt Hawkins)

## Títulos e prêmios
- Florida Championship Wrestling

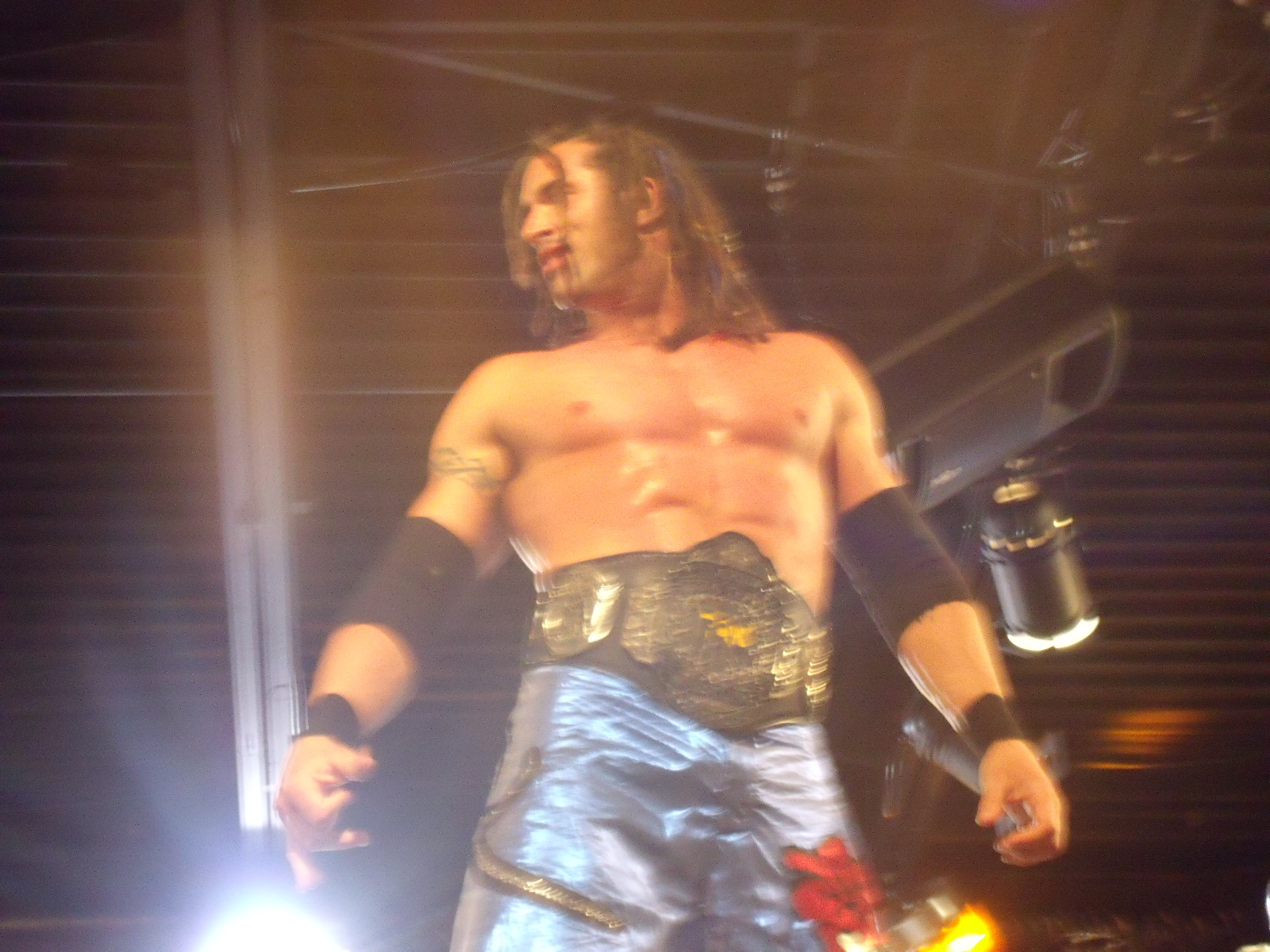
Tuft como FCW Florida Heavyweight Champion.

  - FCW Florida Heavyweight Championship (1 vez)[24]
  - FCW Florida Tag Team Championship (1 vez) – com Johnny Curtis[25]
- Pro Wrestling Illustrated
  - PWI o colocou na #180ª posição dos 500 melhores lutadores individuais na PWI 500 em 2010[26]
- World Wrestling Entertainment
  - Slammy Award por Corte de Cabelo Mais Ameaçador (2010)